# 金剛針論
『金剛針論』（こんごうしんろん、ヴァジラスーチー）とは仏教論書の一つ。サンスクリット本では馬鳴（アシュヴァゴーシャ）作と伝わるが、漢訳版では法称（ダルマキールティ）の作とされる。
バラモン教・ヒンドゥー教のヴァルナ制度を批判しているが、仏典からの引用は無く、バラモン教・ヒンドゥー教の聖典や神話を典拠として記している。

## バラモン階級がバラモンである理由の否定
生命はバラモンであることの根拠にはならない。
インドラも家畜であったことがヴェーダに記されている。猟師たちや動物たちがバラモンに転生したことが『マハーバーラタ』に記されている。『マヌ法典』によれば四ヴェーダを真実として研究し、それでいてシュードラから施しを受けるのなら騾馬に生まれ変わるとある。
生まれはバラモンであることの根拠にはならない
多くのリシが鳥や獣、草花、人間以外の種族から生まれている。「母がバラモンでなくても父親がバラモンならいいだろう」という意見に対しては、父親がバラモンでいいなら、召使の女性が母でもバラモンということになるが、「あなたはそれを承認しないだろう」と返している。また、当時のもろもろのバラモンは、父親が誰か疑われる状況であり、バラモンの女性がシュードラと子をなす例もあるのでバラモンは生まれによるとは言えないとする。バラモンが、バラモンに許されない職業をした場合は階級が落ち、肉食すれば堕落するという『マヌ法典』の記述を引き、生まれそのものはバラモンたる理由にはならないとする。
身体はバラモンであることの根拠にはならない。
もし体がバラモンだとすると、死んだバラモンを火葬する時、遺体を燃やす火（アグニ）はバラモンを殺す罪をおかしたことになる。
火葬をした遺族もまた同じ罪を背負うことになる。また、体がバラモンなら、バラモンの血を引く他階級の人々もバラモンということになる。
バラモンである肉体が消えてしまったのなら、生前に行っていたバラモンとしての行いに帰ってくる果報も行き場をなくしてしまうことになる。
知識はバラモンであることの根拠にはならない。
知識を学ぶことは誰にでもできる。実際シュードラ階級にもヴェーダ聖典や諸学問、哲学に通じている人々がいるため、知識があることをバラモン性を証明することとは出来ない。
習俗はバラモンであることの根拠にはならない。
バラモン階級でなくても、誰もが何らかの習俗に従っている。
仕事はバラモンであることの根拠にはならない。
バラモン階級以外の階級もそれぞれで仕事を持っている。
ヴェーダはバラモンであることの根拠にならない。
ラーヴァナは四ヴェーダを学んでおり、羅刹（ラークシャサ）にもヴェーダに関する知識と行法が伝わっている。そのためヴェーダを学習することそのものは
バラモンであることを保証しない。

## バラモンであるための条件
ヴェーダから我がものという思いを持たないこと。苦行、感覚の制御、全ての生き物への同情を備えること。神々や人間の女性と交わらないこと。といったバラモンたることの条件を記した章句を引用し、「善を生み出すのは出生ではなく美徳である」というシュクラ仙の言葉を添える。
『マヌ法典』には、シュードラ女性とキスしたり、彼女の手になる飲食物を取り続けるだけでそのバラモンもシュードラになると記され、シュードラ女性に囲まれ、妻とすれば、死後は神々と祖先に見捨てられて地獄に落ちると書いてある。しかしそれと同時に、低い身分から生まれたとしても、行によってバラモンとなり得ることも記されている。

## 一つの階級のみが存在する
原人プルシャから四階級が生まれた、という神話に対して、世間には多くのバラモンがいるが、口から生まれたバラモンは知られていない。他の階級の家でも、剃髪することや聖紐を与えるといったバラモンと共通する習慣が存在する。この意味で他の階級はバラモンと一体である。
同じ存在から生まれたものに四つの階級があるのだろうか、と作者は疑問を呈する。ある人に四人の子供が生まれたとして、彼らを四階級に分けることはしないだろう。また同じ人間としての特徴にも違いはない。他のそれぞれの動物種のように足跡や体の機能や形態や分泌物・排泄物に違いがあるわけでもない。植物を例にひいても同様である。
バラモンの男性がプルシャの口から生まれとし、バラモンの女性もまたプルシャの口から生まれたとすると、バラモン男性はバラモン女性を姉妹と呼ばなくてはならなくなり、近親相姦となってしまう。

## ひとを四つの階級に分けるもの
ひとを階級（ヴァルナ）に分けるものはあくまで行為であり、それはバラモンの聖典によっても認められる、というのが作者の主張である。作者が引用するヴァイシャンパーヤナ仙の言葉によれば、
・肉食をやめ、一切の殺生をしない。
・与えられない限り他人の物を取らない。
・残忍な本性を持たず、所有（我が物）という気持ちも抱かない。
・神々と人間の女性とは、たとえ自分が動物に生まれ変わってしまったとしても絶対に性交しない。
・真実、慈愛、諸々の感覚を制御すること、修養、これら清浄な性質を備えていること
この五つの徳を持った再生族（バラモン階級、クシャトリア階級、ヴァイシャ階級）は真にバラモンと認められる。そうでない人はシュードラである。しかし再生族ではないチャンダーラであっても徳行を保持するならバラモンである。かつて世界には一つの階級しかなかったが、仕事の内容によって四つに分かれたとも語られている。
バラモンであっても善行がないならシュードラより劣る。バラモンかどうかは生まれではなく行いによって決まる。仮にガーヤトリー賛歌しか知らなくても、清浄さを持つならその人はバラモンであるし、もし四ヴェーダを学修していようが自制もなく、飲食や売ることの制限も設けないならバラモンではない。

## ヴァジラスーチー・ウパニシャッド
バラモン教・ヒンドゥー教にもタイトルと内容が共通した『ヴァジラスーチー・ウパニシャッド』が伝わっている。こちらは仏教側の『ヴァジラスーチー』よりも文章量が少ない。
中村元は、『金剛針論』のほうが先に成立し、のちにバラモン教側が人間の形而上的な意味での平等性を説くために取り入れたのだろう、と推測している。